# Hypochrysops eratosthenes
Hypochrysops eratosthenes är en fjärilsart som beskrevs av Hans Fruhstorfer 1908. Hypochrysops eratosthenes ingår i släktet Hypochrysops och familjen juvelvingar. Inga underarter finns listade i Catalogue of Life.